# Scottish League One 2022-2023
La Scottish League One 2022-2023 è stata la 48ª edizione di quella che era la Scottish Second Division e la decima sotto la nuova denominazione. La stagione è iniziata il 30 luglio 2022 e si è conclusa il 6 maggio 2023

## Squadre partecipanti
| Squadra            | Città       | Stadio             | Capienza | Posizione 2021-2022                                           |
| ------------------ | ----------- | ------------------ | -------- | ------------------------------------------------------------- |
| Airdrieonians      | Airdrie     | Excelsior Stadium  | 10,170   | 2º posto                                                      |
| Alloa Athletic     | Alloa       | Recreation Park    | 3,100    | 5º posto                                                      |
| Clyde              | Cumbernauld | Broadwood Stadium  | 8086     | 8º posto                                                      |
| Dunfermline        | Dunfermline | East End Park      | 11,480   | 9º posto in Scottish Championship 2021-2022                   |
| Edinburgh          | Edimburgo   | Meadowbank Stadium | 2,020    | 4º posto in Scottish League Two 2021-2022, vincitore play-off |
| Falkirk            | Falkirk     | Falkirk Stadium    | 8,000    | 6º posto                                                      |
| Kelty Hearts       | Kelty       | New Central Park   | 2,181    | 1º posto in Scottish League Two 2021-2022                     |
| Montrose           | Montrose    | Links Park         | 4,936    | 3º posto                                                      |
| Peterhead          | Peterhead   | Balmoor Stadium    | 4,000    | 7º posto                                                      |
| Queen of the South | Dumfries    | Palmerston Park    | 7,620    | 10º posto in Scottish Championship 2021-2022                  |

## Classifica finale
|  | Pos. | Squadra            | Pt | G  | V  | N  | P  | GF | GS | DR  |
|  | ---- | ------------------ | -- | -- | -- | -- | -- | -- | -- | --- |
|  | 1.   | Dunfermline        | 81 | 36 | 23 | 12 | 1  | 63 | 21 | +42 |
|  | 2.   | Falkirk            | 67 | 36 | 19 | 10 | 7  | 70 | 39 | +31 |
|  | 3.   | Airdrieonians      | 60 | 36 | 17 | 9  | 10 | 82 | 51 | +31 |
|  | 4.   | Alloa Athletic     | 57 | 36 | 17 | 6  | 13 | 56 | 47 | +9  |
|  | 5.   | Queen of the South | 54 | 36 | 16 | 6  | 14 | 59 | 59 | 0   |
|  | 6.   | Edinburgh          | 51 | 36 | 15 | 6  | 15 | 60 | 55 | +5  |
|  | 7.   | Montrose           | 48 | 36 | 13 | 9  | 14 | 50 | 55 | −5  |
|  | 8.   | Kelty Hearts       | 40 | 36 | 10 | 10 | 16 | 39 | 54 | −15 |
|  | 9.   | Clyde              | 24 | 36 | 5  | 9  | 22 | 35 | 68 | −33 |
|  | 10.  | Peterhead          | 16 | 36 | 3  | 7  | 26 | 19 | 84 | −65 |

Legenda:

      Campione di League One e promossa in Championship
      Ammesse ai play-off per la Championship
      Ammesse ai play-out per la League Two
      Retrocessa in League Two
Note:

Tre punti a vittoria, uno a pareggio, zero a sconfitta.

## Post season

### Play-off promozione
Ai play-off partecipano la 2ª, 3ª e 4ª classificata della League One (Falkirk, Airdrieonians, Alloa Athletic) e la 9ª classificata della Championship 2022-2023 (Hamilton Academical).

#### Semifinali
| Squadra 1      | Totale | Squadra 2           | Andata | Ritorno |
| -------------- | ------ | ------------------- | ------ | ------- |
| Airdrieonians  | 7 – 2  | Falkirk             | 6 – 2  | 1 – 0   |
| Alloa Athletic | 3 – 5  | Hamilton Academical | 1 – 0  | 2 – 5   |

#### Finale
| Squadra 1     | Totale          | Squadra 2           | Andata | Ritorno |
| ------------- | --------------- | ------------------- | ------ | ------- |
| Airdrieonians | 2 – 2 (5-6 dtr) | Hamilton Academical | 1 – 0  | 1 – 2   |

### Play-out
Ai play-out partecipano la 2ª, 3ª e 4ª classificata della League Two 2022-2023 (Dumbarton, Annan Athletic, East Fife) e la 9ª classificata della League One 2022-2023 (Clyde).

#### Semifinali
| Squadra 1      | Totale | Squadra 2 | Andata | Ritorno     |
| -------------- | ------ | --------- | ------ | ----------- |
| Annan Athletic | 6 – 0  | Dumbarton | 6 – 0  | 0 – 0       |
| East Fife      | 1 – 2  | Clyde     | 0 – 1  | 1 – 1 (dts) |

#### Finale
| Squadra 1      | Totale | Squadra 2 | Andata | Ritorno |
| -------------- | ------ | --------- | ------ | ------- |
| Annan Athletic | 5 – 2  | Clyde     | 3 – 1  | 2 – 1   |

## Verdetti
- Dunfermline: Vincitore della Scottish League One, promosso in Scottish Championship 2023-2024.
- Clyde: Perdente dei play-out, retrocesso in Scottish League Two 2023-2024.
- Peterhead: Ultimo della Scottish League One, retrocesso in Scottish League Two 2023-2024.